# SHARON-Anammox
SHARON-Anammox – technologia usuwania azotu amonowego ze ścieków polegająca na połączeniu reakcji SHARON i Anammox.
Technologia ta przeprowadzana jest w dwóch oddzielnych bioreaktorach. W pierwszym azot amonowy jest utleniany w warunkach tlenowych do azotynów przez nitrozobakterie zgodnie z reakcją:
NH4+ + HCO3- +0,75 O2 → 0,5 NH4+ + 0,5 NO2 + CO2 + 1,5 H2O
Następnie ścieki są kierowane do drugiego bioreaktora, gdzie w warunkach beztlenowych następuje konwersja jonów amonowych i azotynów do azotu cząsteczkowego.
Metoda SHARON-Anammox jest stosowana zwykle jako drugi stopień oczyszczania ścieków mało obciążonych ładunkiem organicznym lub jako pierwszy stopień oczyszczania ścieków nieorganicznych pochodzących z produkcji nawozów azotowych. Wymaga ona mniejszej ilości tlenu niż tradycyjne utlenianie azotu amonowego do azotanów metodą nitryfikacji (1,9 g O2/g N zamiast 4,6 g O2/g N) i powoduje mniejszą produkcję biomasy niż nitryfikacja (0,08 g/g N zamiast 1 g/g N). Jej zaletą są również koszty – metoda ta jest o 90% tańsza niż usuwanie azotu metodą nitryfikacji i denitryfikacji.